# Брен сир Алон
Брен сир Алон (фр. Brain-sur-Allonnes) насеље је и општина у западној Француској у региону Лоара, у департману Мен и Лоара која припада префектури Сомир.
По подацима из 2011. године у општини је живело 2023 становника, а густина насељености је износила 60,71 становника/km². Општина се простире на површини од 33,32 km². Налази се на средњој надморској висини од 46 метара (максималној 111 m, а минималној 23 m).

## Демографија
| 1962. | 1968. | 1975. | 1982. | 1990. | 1999. | 2011. |
| ----- | ----- | ----- | ----- | ----- | ----- | ----- |
| 1.289 | 1.366 | 1.485 | 1.708 | 1.801 | 1.793 | 2.023 |

График промене броја становника у току последњих година